# Ирибагиза, Роза Паула
Ро́за Пау́ла Ирибаги́за Мвамбутса (фр. Rosa Paula Iribagiza Mwambutsa; род. 20 марта 1934, Гитега) — бурундийская принцесса и политик, глава Королевского дома Бурунди с 26 апреля 1977 года.

## Биография
Роза Паула Ирибагиза родилась 20 марта 1934 года в Гитеге в семье короля Мвамбутсы IV и его супруги Тереза Каньонги.
В июле 1966 года её отец был свергнут с престола в результате государственного переворота и на трон взошёл её младший брат Шарль Ндизейе под именем Нтаре V. Свергнутый король эмигрировал в Европу и проживал в Швейцарии, где скончался в Женеве в апреле 1977 года от инфаркта. В ноябре 1966 года её брат был свергнут в ходе очередного переворота и в 1972 году погиб при невыясненных обстоятельствах.
После смерти отца Роза Паула Ирибагиза возглавила Королевский дом Бурунди.
С 2005 по 2010 год он была членом Национального собрания от партии «Союз за национальный прогресс». Члены королевской семьи Бурунди обратились к ней с просьбой расследовать обстоятельства смерти короля Бурунди Нтаре V, организовать его государственные похороны и оказать особое внимание членам семей бывших политиков.

## Семья
От первого мужа Андре Мухирвы, занимавшего пост премьер-министра с 21 октября 1961 по 10 июня 1963 года было 4 детей (2 сына и 2 дочери). Супруги развелись после свержения монархии.
У неё есть дети от других мужчин – дочери Анита Ирибагиза (род. 15 октября 1970), Шелла Бабиле Килиза (16 июня 1973 — 29 января 2020) и сын Дэвид Кабунга ва Мвамбутса Хамиси Килиза (род. 2 июля 1974).